# Liste der Monuments historiques in Brie-Comte-Robert
Die Liste der Monuments historiques in Brie-Comte-Robert führt die Monuments historiques in der französischen Gemeinde Brie-Comte-Robert auf.

## Liste der Bauwerke
| Bezeichnung            | Beschreibung                        | Standort                | Kennzeichnung | Schutzstatus | Datum | Bild           |
| ---------------------- | ----------------------------------- | ----------------------- | ------------- | ------------ | ----- | -------------- |
| Hôtel-Dieu             | Erbaut im 13. Jahrhundert           | Place des Halles (Lage) | PA00086837    | Classé       | 1840  | weitere Bilder |
| Kirche Saint-Étienne   | Erbaut im 13. Jahrhundert           | (Lage)                  | PA00086836    | Classé       | 1840  | weitere Bilder |
| Burg Brie-Comte-Robert | Ende des 12. Jahrhunderts errichtet | (Lage)                  | PA00086835    | Classé       | 1925  | weitere Bilder |

## Liste der Objekte

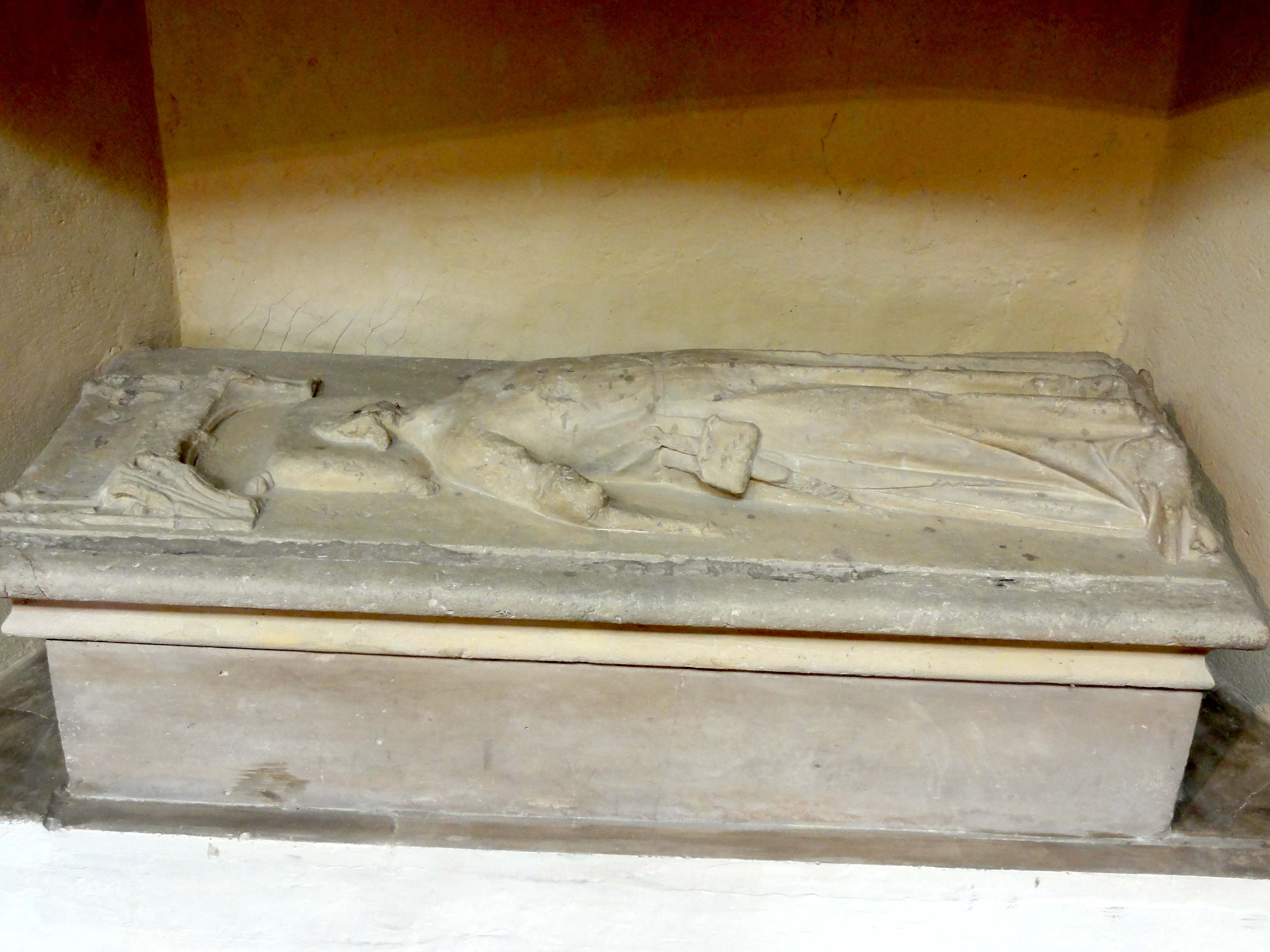
Grabplatte eines Ritters in der Kirche St-Étienne (14. Jahrhundert)

- Monuments historiques (Objekte) in Brie-Comte-Robert in der Base Palissy des französischen Kultusministeriums